# Цецежин (Опольське воєводство)
Цецежин (пол. Ciecierzyn, нім. Neudorf) — село в Польщі, у гміні Бичина Ключборського повіту Опольського воєводства.
Населення — 280 осіб (2011).

## Демографія
Демографічна структура станом на 31 березня 2011 року:
|          | Загалом | Допрацездатний вік | Працездатний вік | Постпрацездатний вік |
| -------- | ------- | ------------------ | ---------------- | -------------------- |
| Чоловіки | 126     | 24                 | 87               | 15                   |
| Жінки    | 154     | 39                 | 83               | 32                   |
| Разом    | 280     | 63                 | 170              | 47                   |